# 胡政舉
胡政舉，貴州省都勻府八寨廳（今贵州丹寨）人，清政治人物、同進士出身。
光緒六年（1880年）庚辰科進士，三甲一百六十七名。同年五月，著交吏部掣签，分发各省以知县即用。